# Igaratá
Igaratá is een gemeente in de Braziliaanse deelstaat São Paulo. De gemeente telt 8.950 inwoners (schatting 2009).

## Aangrenzende gemeenten
De gemeente grenst aan Jacareí, Joanópolis, Nazaré Paulista, Piracaia, Santa Isabel en São José dos Campos.